# Trichotokara nothriae
Trichotokara nothriae is een soort in de taxonomische indeling van de Myzozoa, een stam van microscopische parasitaire dieren. Het organisme komt uit het geslacht Trichotokara en behoort tot de familie Lecudinidae. Trichotokara nothriae werd in 2010 ontdekt door Rueckert & Leander.